# William Bradford Shockley
William Bradford Shockley (London, 13. veljače 1910. – Stanford, 12. kolovoza 1989.), američki fizičar i izumitelj. U suradnji s Johnom Bardeenom i Walterom Houserom Brattainom, Shockley je izumio tranzistor, za kojeg su sva trojica nagrađena Nobelovom nagradom za fiziku 1956.
Shockleyjevi pokušaji komercijalizacije novog dizajna tranzistora 1950-ih i 1960-ih dovela su do postanka Silicijske doline u kolijevku elektroničkih inovacija. U kasnijem razdoblju života, Shockley je predavao kao profesor na Stanford Universityju i postao snažan zagovaratelj eugenike.

## Patenti
Shockleyju je odobreno preko devedeset patenata u SAD-u. Neki značajniji su:
- US patent 2502488  Arhivirana inačica izvorne stranice od 11. ožujka 2021. (Wayback Machine)  "Semiconductor Amplifier".  Zahtjev podnesen 24. rujna 1948.; njegov prvi odobreni patent koji je uključivao tranzistore.
- US patent 2569347  Arhivirana inačica izvorne stranice od 11. ožujka 2021. (Wayback Machine) "Circuit element utilizing semiconductive material". Njegov najraniji podneseni zahtjev za patentom (26. lipnja 1948.) koji je uključivao tranzistore.
- US patent 2655609  Arhivirana inačica izvorne stranice od 11. ožujka 2021. (Wayback Machine)  "Bistable Circuits".  Zahtjev podnesen 22. srpnja 1952.; Korišten u računalima.
- US patent 2787564  Arhivirana inačica izvorne stranice od 11. ožujka 2021. (Wayback Machine)  "Forming Semiconductive Devices by Ionic Bombardment".  Zahtjev podnesen 28. listopada 1954.; Difuzivni proces za implantaciju nečistoća.
- US patent 3031275  Arhivirana inačica izvorne stranice od 11. ožujka 2021. (Wayback Machine)  "Process for Growing Single Crystals".  Zahtjev podnesen 20. veljače 1959.; Poboljšanja procesa za dobivanje osnovnih materijala.
- US patent 3053635  Arhivirana inačica izvorne stranice od 11. ožujka 2021. (Wayback Machine)  "Method of Growing Silicon Carbide Crystals".  Zahtjev podnesen 26. rujna 1960.; Istražuje ostale semikonduktore.

#### Shockleyevi predratni znanstveni članci
- An Electron Microscope for Filaments: Emission and Adsorption by Tungsten Single Crystals,  R. P. Johnson and W. Shockley, Phys. Rev. 49, 436 - 440 (1936).
- Optical Absorption by the Alkali Halides,  J. C. Slater and W. Shockley, Phys. Rev. 50, 705 - 719 (1936).
- Electronic Energy Bands in Sodium Chloride,  William Shockley,  Phys. Rev. 50, 754 - 759 (1936).
- The Empty Lattice Test of the Cellular Method in Solids,  W. Shockley,  Phys. Rev. 52, 866 - 872 (1937).
- On the Surface States Associated with a Periodic Potential,  William Shockley,  Phys. Rev. 56, 317 - 323 (1939).
- The Self-Diffusion of Copper,  J. Steigman, W. Shockley and F. C. Nix, Phys. Rev. 56, 13 - 21 (1939).

#### Shockleyeve knjige
- Shockley, William – Electrons and holes in semiconductors, with applications to transistor electronics, Krieger (1956) ISBN 0-88275-382-7.
- Shockley, William – Mechanics Merrill (1966).
- Shockley, William and Pearson, Roger – Shockley on Eugenics and Race: The Application of Science to the Solution of Human Problems Scott-Townsend (1992) ISBN 1-878465-03-1.

#### Knjige o Shockleyu
- Joel N. Shurkin; Broken Genius: The Rise and Fall of William Shockley, Creator of the Electronic Age. New York: Palgrave Macmillan (2006) ISBN 1-4039-8815-3
- Michael Riordan and Lillian Hoddeson; Crystal Fire: The Invention of the Transistor and the Birth of the Information Age. New York: Norton (1997) ISBN 0-393-31851-6 pbk.